# Urs Leuthold
Urs Leuthold es un deportista suizo que compitió en bobsleigh en la modalidades doble y cuádruple.
Ganó una medalla de oro en el Campeonato Mundial de Bobsleigh de 1983 y tres medallas en el Campeonato Europeo de Bobsleigh entre los años 1982 y 1985.

## Palmarés internacional
| Campeonato Mundial | Campeonato Mundial           | Campeonato Mundial | Campeonato Mundial |
| Año                | Lugar                        | Medalla            | Prueba             |
| ------------------ | ---------------------------- | ------------------ | ------------------ |
| 1983               | Lake Placid (Estados Unidos) | Medalla de oro     | Doble              |
| Campeonato Europeo |                              |                    |                    |
| Año                | Lugar                        | Medalla            | Prueba             |
| 1982               | Cortina d'Ampezzo (Italia)   | Medalla de oro     | Cuádruple          |
| 1983               | Sarajevo (Yugoslavia)        | Medalla de bronce  | Doble              |
| 1985               | Sankt Moritz (Suiza)         | Medalla de bronce  | Cuádruple          |